# Begonia leivae
Begonia leivae là một loài thực vật có hoa trong họ Thu hải đường. Loài này được J.Sierra mô tả khoa học đầu tiên năm 1989.